# Myrtle Beach
Myrtle Beach és una població dels Estats Units a l'estat de Carolina del Sud. Segons el cens del 2009 tenia 31.968 habitants.

## Demografia
Segons el cens del 2000, Myrtle Beach tenia 22.759 habitants, 10.413 habitatges i 5.414 famílies. La densitat de població era de 523,7 habitants/km².
Dels 10.413 habitatges en un 20,3% hi vivien nens de menys de 18 anys, en un 36,8% hi vivien parelles casades, en un 11,1% dones solteres, i en un 48% no eren unitats familiars. En el 34,1% dels habitatges hi vivien persones soles el 10,4% de les quals corresponia a persones de 65 anys o més que vivien soles. El nombre mitjà de persones vivint en cada habitatge era de 2,17 i el nombre mitjà de persones que vivien en cada família era de 2,79.
Per edats la població es repartia de la següent manera: un 18% tenia menys de 18 anys, un 11% entre 18 i 24, un 33,6% entre 25 i 44, un 22,5% de 45 a 60 i un 15% 65 anys o més.
L'edat mediana era de 37 anys. Per cada 100 dones de 18 o més anys hi havia 101 homes.
La renda mediana per habitatge era de 35.498$ i la renda mediana per família de 43.900$. Els homes tenien una renda mediana de 26.039$ mentre que les dones 22.473$. La renda per capita de la població era de 23.214$. Entorn del 7,6% de les famílies i el 12% de la població estaven per davall del llindar de pobresa.

## Poblacions més properes
El següent diagrama mostra les poblacions més properes.